# Johan Camargo
Johan Valentín Camargo Ramos (né le 13 décembre 1993 à Panama) est un joueur de champ intérieur de la Ligue majeure de baseball.

## Carrière
Johan Camargo joue dans les rangs professionnels en ligues mineures à partir de 2012 avec des clubs affiliés aux Braves d'Atlanta. Ses progrès marqués en offensive sont remarqués dans les mineures en 2016, mais son jeu défensive laisse à désirer lors de l'entraînement de printemps 2017 des Braves, qui lui font commencer la saison avec leur club-école à Gwinnett. Il est cependant rapidement rappelé des mineures et fait ses débuts dans le baseball majeur avec Atlanta le 11 avril 2017.